# Walter de Lorraine
Walter de Lorraine est évêque de Hereford de 1060 à sa mort, survenue avant 1079.

## Biographie
Originaire de Lotharingie, Walter devient le chapelain de la reine Édith de Wessex. Le roi Édouard le Confesseur le nomme évêque de Hereford dans les derniers jours de l'année 1060, lorsque l'évêque Ealdred abandonne ce siège pour devenir archevêque d'York. Avec son collègue Gisa de Wells, il se rend jusqu'à Rome pour y être sacré par le pape Nicolas II. Ce rôle revient normalement à l'archevêque de Cantorbéry, mais ce poste est alors occupé par Stigand, dont la légitimité est débattue. Walter et Gisa sont sacrés le 15 avril 1061.
Après la bataille d'Hastings, Walter se soumet à Guillaume le Conquérant à Berkhamsted. Il assiste au concile de Windsor en 1072, puis au concile de Londres en 1075. D'après Guillaume de Malmesbury, il aurait trouvé la mort après avoir tenté de violer une couturière de Hereford, qui l'aurait alors poignardé avec ses ciseaux, mais il ne s'agit peut-être que de simples ragots. En tout état de cause, on ne connaît ni sa date de décès, ni le lieu de sa sépulture. Son successeur, Robert de Losinga, est sacré le 29 décembre 1079.